# Ольховка (Туймазинский район)
Ольховка (баш. Ольховка) — деревня в Туймазинском районе Республики Башкортостан Российской Федерации. Входит в состав Николаевского сельсовета.

## География

### Географическое положение
Расстояние до:
- районного центра (Туймазы): 28 км,
- центра сельсовета (Николаевка): 8 км,
- ближайшей ж/д станции (Кандры): 28 км.

## Население
| 2002 | 2009 | 2010 |
| ---- | ---- | ---- |
| 6    | ↗9   | ↘8   |

Национальный состав
Согласно переписи 2002 года, преобладающая национальность — русские (100 %).
К 2021 году в деревне Ольховка проживают 2 жителя.